# Iglesia de Santa María Asunta (Feletto)
La iglesia de Santa Maria Assunta es la iglesia parroquial de Feletto, dedicada a Maria Assunta. En su interior se conservan los restos del mártir San Vittorio.

## Historia
La colocación de la primera piedra se remonta al 6 de abril de 1693, siendo terminada en 1706 en estilo barroco y consagrada el 8 de octubre de 1750 por el cardenal Vittorio Amedeo Ignazio delle Lanze, abad de Fruttuaria.

## Descripción
Consta de una sola nave, está repleta de altares y estatuas y es de gran valor el Políptico del Defendente Ferrari. El órgano Serassi  es muy prestigioso, uno de los más grandes que produjeron.